# Volta a Llombardia 1938
La Volta a Llombardia 1938 fou la 34a edició de la Volta a Llombardia. Aquesta cursa ciclista organitzada per La Gazzetta dello Sport es va disputar el 23 d'octubre de 1938 amb sortida i arribada a Milà després d'un recorregut de 232 km.

La competició fou guanyada per l'italià Cino Cinelli (Frejus) per davant de Gino Bartali (Legnano) i d'Osvaldo Bailo (Bianchi).

## Classificació general
|   | Ciclista          | Equip             | Temps      |
| - | ----------------- | ----------------- | ---------- |
| 1 | Cino Cinelli      | Frejus            | 6h 38' 00" |
| 2 | Gino Bartali      | Legnano           | m. t.      |
| 3 | Osvaldo Bailo     | Bianchi           | m. t.      |
| 4 | Pietro Rimoldi    | Ganna             | m. t.      |
| 5 | Diego Marabelli   | Bianchi           | m. t.      |
| 6 | Secondo Magni     | Legnano           | m. t.      |
| 7 | Mario Vicini      | Lygie-Settebello  | m. t.      |
| 7 | Attilio Masarati  | Lygie-Settebello  | m. t.      |
| 7 | Luigi Macchi      | Gloria-Ambrosiana | m. t.      |
| 7 | Salvatore Crippa  | Wolsit-Binda      | m. t.      |
| 7 | Severino Canavesi | Gloria-Ambrosiana | m. t.      |